# Åbo, Nylands och Viborgs tremänningsregemente till häst
Åbo, Nylands och Viborgs tremänningsregemente till häst var ett svenska kavalleriregemente som blev uppsatt år 1700. Regementet upplöstes år 1709 varvid Nylands del blev insatt i Nylands regemente och Åbo samt Viborgs delar gick till respektive fördubblingsregemente.

## Galleri

Regementets standar

## Förbandschefer
- 1700–1709: Carl Magnus Rehbinder
- 1706-1709: Carl Gustaf Creutz t.f.